# 永川站 (庆尚北道)
永川站（：／ Yeongcheon yeok */?）是中央線和大邱線沿線的一座鐵路車站，位于韓國庆尚北道永川市完山洞，有無窮花號和Nuriro号列車停靠。

## 車站結構
站體為2面12線的雙島式月台。

### 月台配置
| ↑ 阿火                           |
| \| １２ \| ３４ \|               |
| 新寧（中央線）↓／河陽（大邱線）↓ |

| 月台 | 路線                        | 車種     | 目的地                            |
| ---- | --------------------------- | -------- | --------------------------------- |
| 1、2 | 大邱線 東海線 中央線 嶺東線 | 無窮花號 | 往 釜田、浦項、太和江方向         |
| 3、4 | 大邱線 東海線 中央線 嶺東線 | 無窮花號 | 往 榮州、清涼里、東海、東大邱方向 |

## 历史
- 1918年11月1日：落成使用。
- 1937年12月：车站向北移动3km到现在位置[1]。

## 相鄰車站
韓國鐵道公社
中央線
北永川－永川－阿火
大邱線
琴湖－永川